# 右衛門佐局
右衛門佐局（1650年—1706年3月25日），江戶時代前期的大奧女中，公家權中納言水無瀨信的女兒，在進入大奧之前為宮中女官，是用“常磐井之局（常磐井の局）”這個名字。1687年（貞享元年），5代將軍德川綱吉的御台所鷹司信子為了學問而依賴靈元天皇中宮新上西門院（鷹司信子之妹），進入大奧擔任上臈御年寄的職位，並且改名右衛門佐，開始伺候御台所，此後又伺候將軍，最終成為 御年寄筆頭（大奧總取締），被賜與1000石，在大奧掌握實權。此後為綱吉迎入大典侍、新典侍等公家的姑娘當側室。同時，正親町町子也是透過右衛門佐的介紹進入後宮，在鷹司信子的幫助下成為柳澤吉保的側室。
1706年去世，享年57歲，法名是心光院殿古鑑貞圓女居士，心光院古媼貞圓，墓地位於東京都新宿區的月寺院。

## 電視劇「大奧 華之亂」所描寫的右衛門佐
2005年由日本富士電視台製作的「大奧 華之亂」中，右衛門佐是御台所信子聯合側室安子（虛構人物）向將軍請求才得以進入大奧，並擔任信子身邊的上臈。三人在暗中想讓右衛門佐登上大奧總取締之位，奪取大奧大權。桂昌院得知此事後便慫恿將軍，請將軍將右衛門佐納為側室，如此一來，右衛門佐便不能擔任大奧總取締，桂昌院也能繼續掌有大權。不料將軍得知右衛門佐的目的後，真的讓她如願以償當上大奧總取締。右衛門佐深得人心，大奧有許多女中景仰她的外貌和才華。
而在奪權的過程中，御台所不滿安子不讓她操控安子之子－長丸（虛構人物），從側用人柳澤吉里手中得到毒藥，偷偷讓長丸服下，並巧妙地讓安子誤以為是側室阿傳因嫉妒之心所為。右衛門佐一再阻止柳澤的奪權手段，卻沒想到自己的主子信子夫人其實都在暗中幫助柳澤。而桂昌院也依然仗著將軍母親之位掌有大權，大奧總取締的權利並不能完全發揮。
最後一集描述六代將軍德川家宣即位後，右衛門佐以御年寄身份在御鈴廊跪拜將軍的情景及旁白所說的「右衛門佐所等候的新時代亦已經降臨。」全屬虛構，因為德川綱吉是於1709年去世，而右衛門佐則早於三年前的1706年去世，因此右衛門佐是沒有可能見證德川家宣的即位。

## 相關影視作品
- 電視剧中右衛門佐的扮演者
  - 《大奧》（1968年）　若柳菊（日语：若柳菊）
  - 《大奧》（1983年）　梶芽衣子（日语：梶芽衣子）
  - 《大奧〜華之亂〜》（2005年）　高岡早紀
  - 《大奧》（2023年）　山本耕史

- 電影中右衛門佐的扮演者
  - 《大奧～永遠～【右衛門·綱吉篇】》（2012年）　堺雅人